# Docirava macrocalcata
Docirava macrocalcata är en fjärilsart som beskrevs av Walker 1862. Docirava macrocalcata ingår i släktet Docirava och familjen mätare. Inga underarter finns listade i Catalogue of Life.